# フィルス (2013年の映画)
『フィルス』（Filth）は、2013年のイギリスの犯罪コメディ映画。ジョン・S・ベアード監督作品。
第6回したまちコメディ映画祭in台東の特別招待作品として、イギリス本国よりも先に、日本で世界最速で公開された。

## 概要
トレインスポッティングの原作者であるアーヴィン・ウェルシュの同名小説を映画化したクライム・コメディ作品。
クリスマスのスコットランドを舞台に、日本人留学生殺人事件が起こり、スコットランド警察の刑事ブルース・ロバートソンが捜査の指揮を執ることになり、何でもありのイカれた出世レースがはじまる。この小説の作者であるアーヴィン・ウェルシュも端役で出演したが、編集の段階でカットされた。

## ストーリー
スコットランドの刑事ブルース・ロバートソンの妻キャロルは、夫の昇進を強く望んでいた。そんな年末のクリスマス・シーズンに発生した日本人留学生殺人事件をきっかけに、コカイン中毒のブルースは出世を目論むが、酒やドラッグに溺れ、錯乱状態の彼の素行は次第にエスカレートしていき、事態は一変し、衝撃のクライマックスを迎える。

## キャスト
- ブルース・ロバートソン: ジェームズ・マカヴォイ - エディンバラの刑事。
- レイ・レノックス: ジェイミー・ベル - ブルースの同僚の新人刑事。ヤク中。
- クリフォード・ブレイズ: エディ・マーサン - ブルースのフリーメイソン仲間の公認会計士。金持ちだが気弱。
- アマンダ・ドラモンド: イモージェン・プーツ - ブルースの同僚の女刑事。
- ドギー・ギルマン: ブライアン・マッカーディー（英語版） - ブルースの同僚刑事。差別主義者。
- ピーター・イングルス: イーモン・エリオット（英語版） - ブルースの同僚刑事。メトロセクシャル。
- ガス・ベイン: ゲイリー・ルイス - ブルースの同僚のベテラン刑事。頭が少々弱い。
- ボブ・トール: ジョン・セッションズ（英語版） - ブルースの上司でフリーメイソン仲間。脚本家志望。
- キャロル・ロバートソン: ショーナ・マクドナルド (女優)（英語版） - ブルースの妻。
- ロッシ医師: ジム・ブロードベント - ブルースのかかりつけの精神科医。
- メアリー: ジョアンヌ・フロガット（英語版） - 夫を亡くした子持ち女性。
- クリッシー: ケイト・ディッキー（英語版） - ドギーの妻。ブルースの愛人の1人。
- バンティ: シャーリー・ヘンダーソン - クリフォードの妻。イタズラ電話に悩まされている。

## サウンドトラック
1. Robbo’s Theme - クリント・マンセル
2. Will You Still Love Me Tomorrow - ザ・シュレルズ
3. Love Really Hurts Without You - ビリー・オーシャン
4. Silver Lady - デヴィッド・ソウル
5. It’s All Over Me - オーティス・ブラックウェル
6. Born To Be Wild － ウィルソン・ピケット
7. Supermarket Emptiness - クリント・マンセル
8. Creep - クリント・マンセル&ココ・サマー
9. Dr Love - トム・ジョーンズ
10. Mercy - ザ・サード・ディグリー
11. Back Door Santa - クラレンス・カーター

## 評価
レビュー・アグリゲーターのRotten Tomatoesでは98件のレビューで支持率は66%、平均点は6.20/10となった。Metacriticでは24件のレビューを基に加重平均値が56/100となった。